# Kadetje

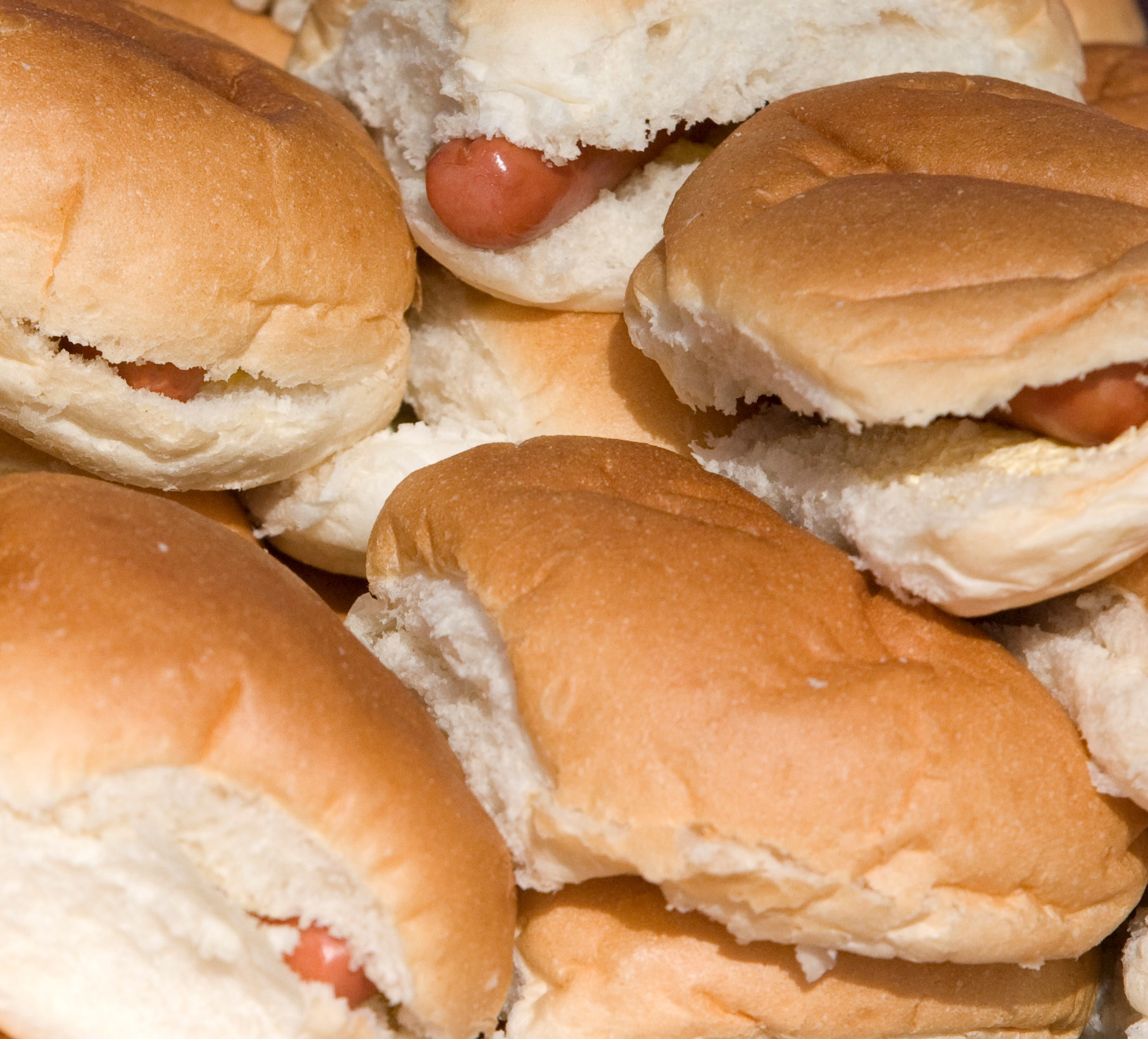
Kadetjes met knakworst

Een kadetje, bolletje (bolvormig) of puntje (langwerpig), is een soort wit of bruin broodje. Kenmerkend is de zachte consistentie van het brood.

## Naam
De naam kadetje werd voor het eerst in 1823 genoemd. Vermoed wordt dat de naam is afgeleid van het Franse woord "cadet".

## Vervaardiging en vorm
Het deeg van zacht brood wordt per definitie gemaakt met melk in plaats van water, daarnaast boter en gist. Het broodje wordt zonder vorm direct op de bakplaat gebakken en krijgt daardoor de afgeronde vorm. Vaak is het kadetje voorzien van een insnijding, waarlangs het gemakkelijk in tweeën kan worden gedeeld. Als het wordt belegd, wordt het broodje evenwijdig met de onderkant doorgesneden (en dus niet langs de insnijding).

## Vloerkadet
Een iets fijnere kwaliteit van kadetjes is de vloerkadet. Deze wordt op de bodem van de oven (de vloer) gebakken en bestrooid met rijstemeel om het aanbakken te voorkomen. Dit meel geeft de vloerkadet een bijzondere smaak.

## Verbreiding
Kadetjes zijn in de Nederlands eetcultuur vanzelfsprekend. In Duitsland bestaan vergelijkbare broodjes in iets kleiner formaat onder de naam "Milchbrötchen". Ierland kent regionaal een kadetje met de naam "blaa". Terwijl de rest van Europa meestal alleen hardere broodjes kent, is de "hot dog bun" waarin het worstje van de Amerikaanse hotdogs geserveerd wordt, evenals het broodje van hamburgers, wederom vergelijkbaar met het kadetje.

## Gebruik
Het kadetje wordt vaak verkocht als belegd broodje met kaas of vleeswaren.

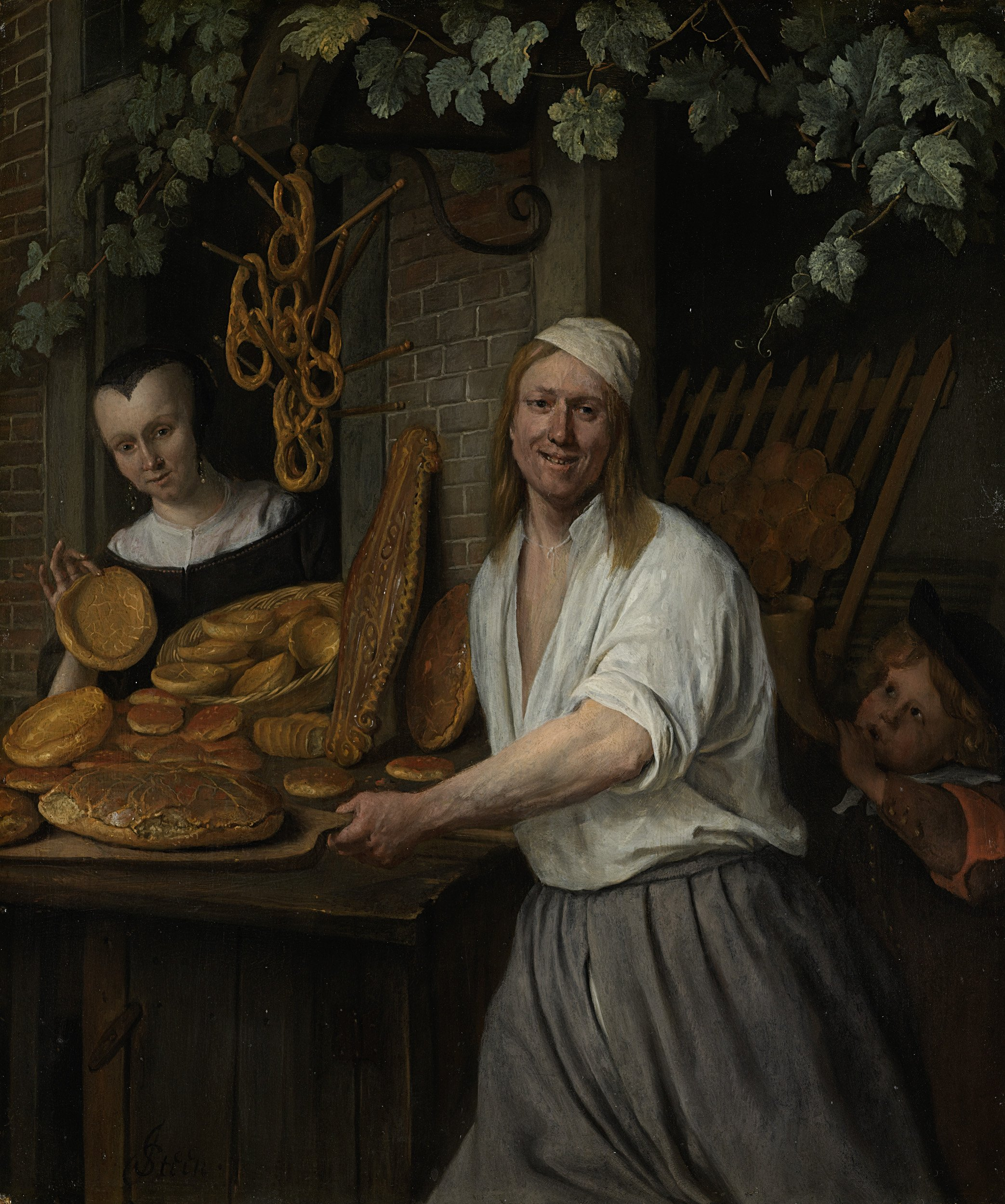
Bakker Arent Oostwaard en zijn vrouw Catharina Keizerswaard met allerlei verschillende soorten vers gebakken brood (broodjes, krakelingen, kadetten, duivekater) voor de bakkerij, 1658, Jan Steen, Rijksmuseum Amsterdam
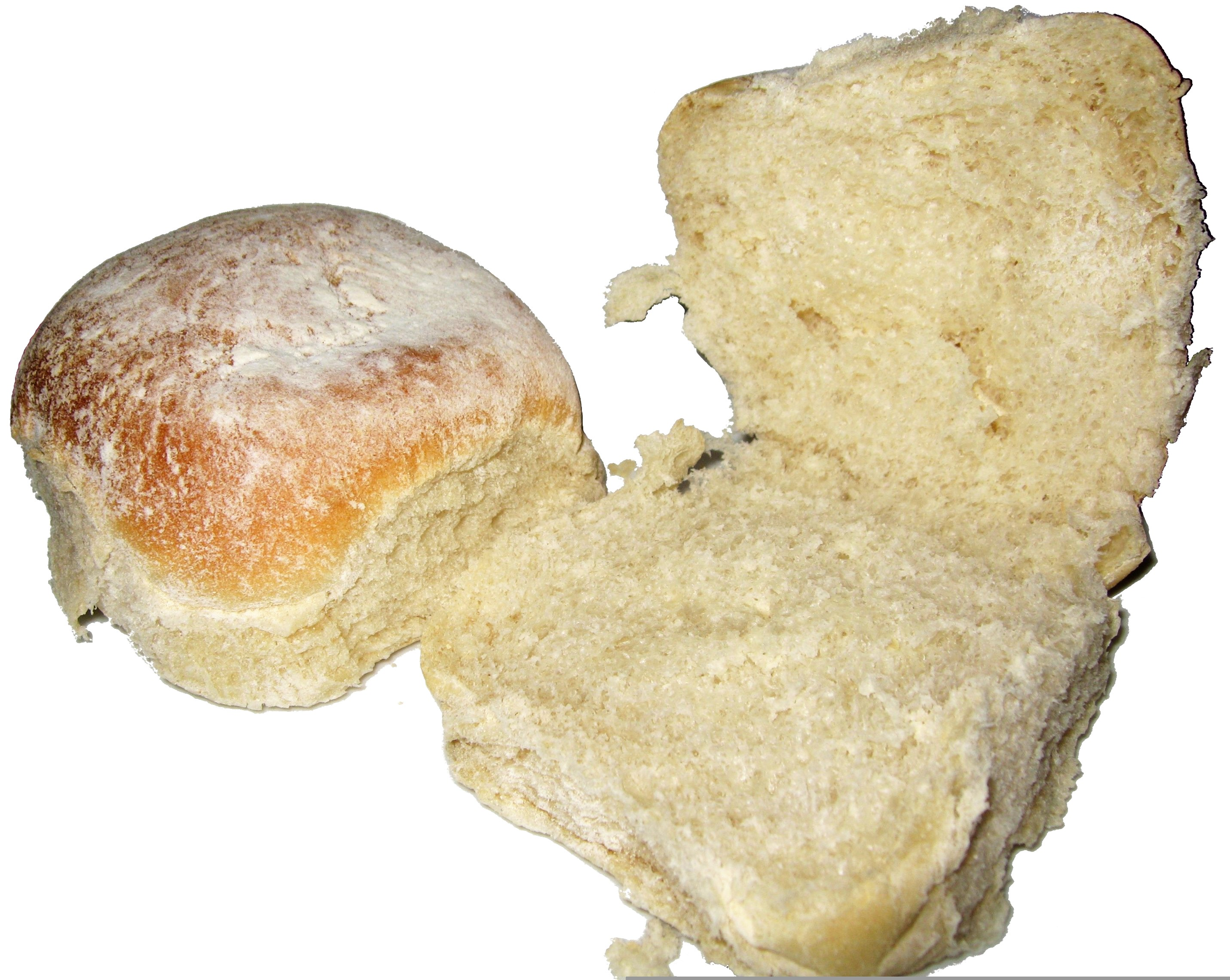
de "blaa" uit het Ierse Waterford
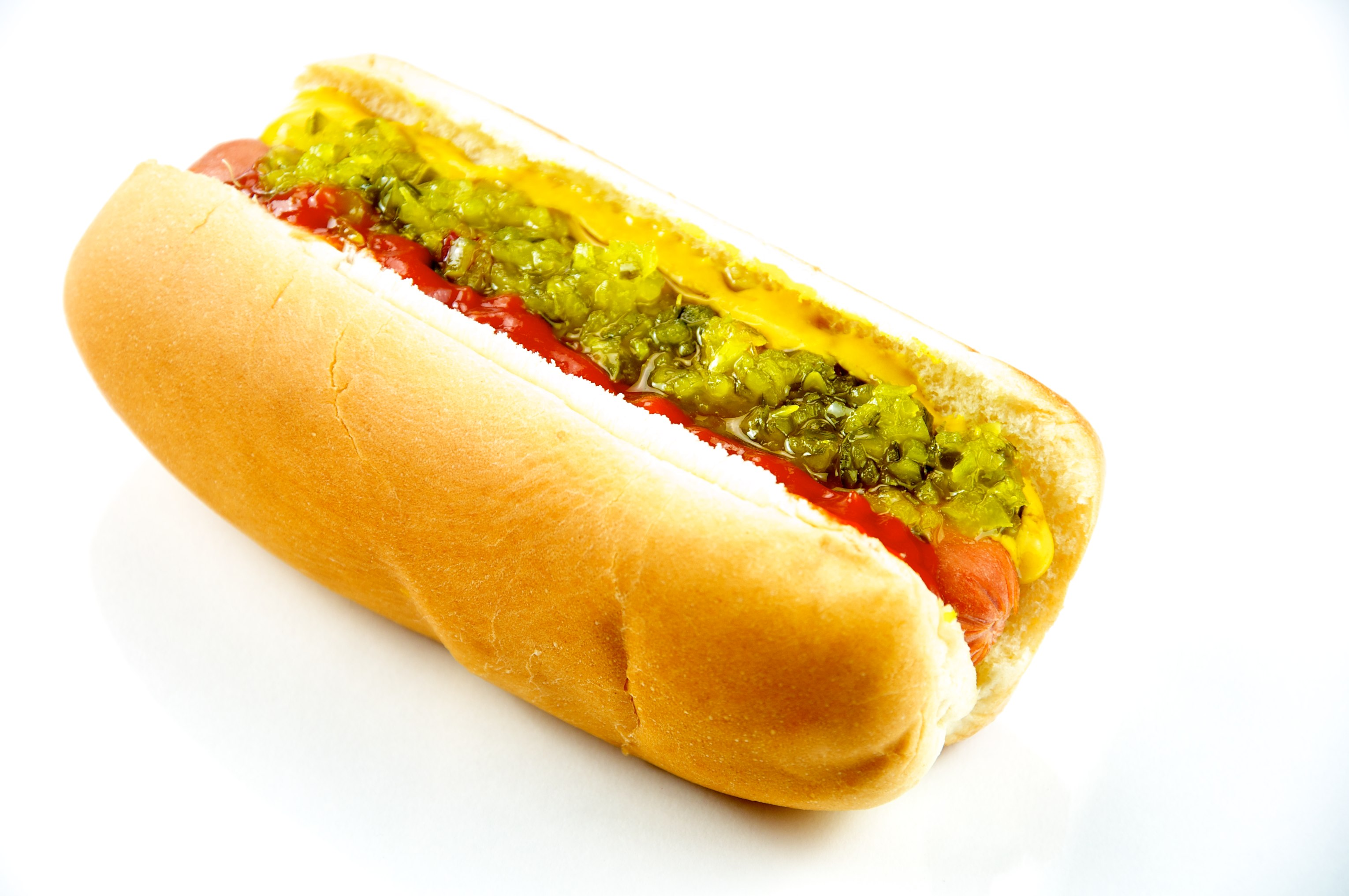
Hotdog in "hotdog bun"